# Forte das Cinco Ribeiras

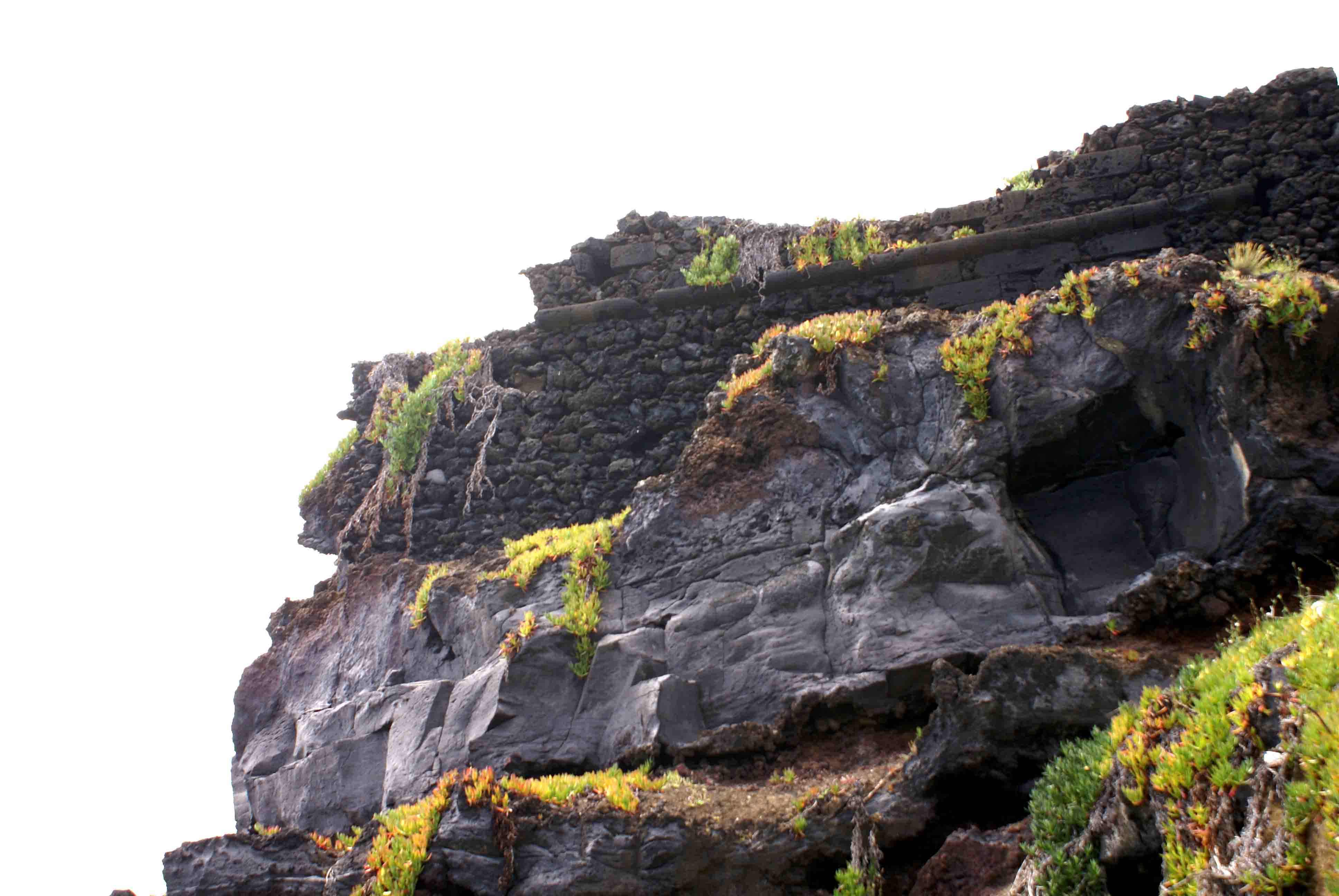
Forte das Cinco Ribeiras, Angra do Heroísmo: aspecto da fundação.

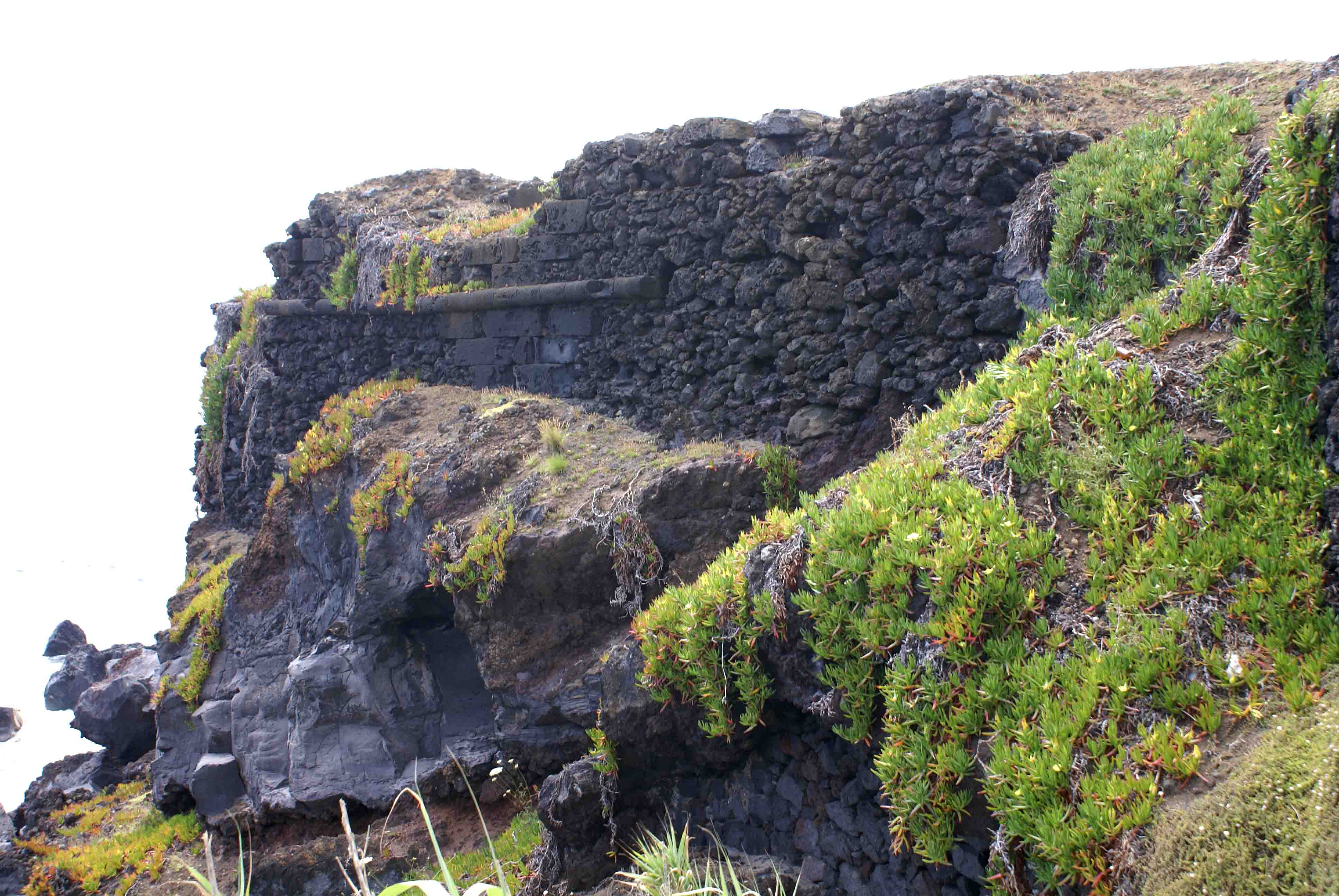
Forte das Cinco Ribeiras: aspecto da muralha leste.

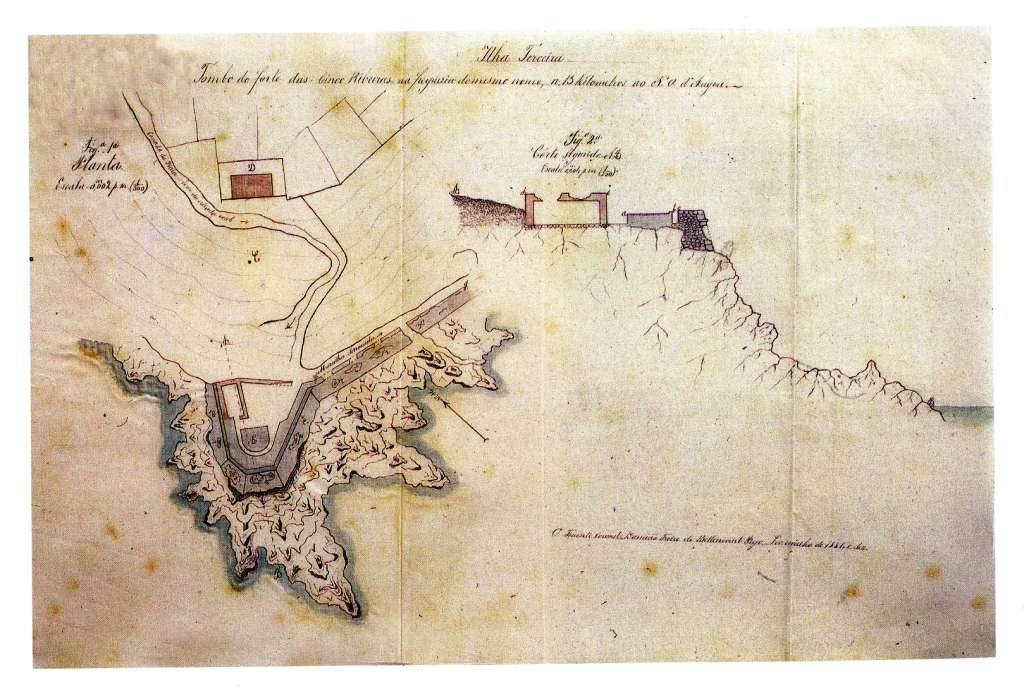
Planta do Forte das Cinco Ribeiras (Damião Pego, Julho de 1881.

O Forte das Cinco Ribeiras, também referido como Forte de Nossa Senhora do Pilar e Forte de São Bartolomeu, localiza-se junto ao porto das Cinco Ribeiras, na freguesia das Cinco Ribeiras, concelho de Angra do Heroísmo, na costa sudoeste da ilha Terceira, nos Açores.
Em posição dominante sobre este trecho do litoral, constituiu-se em uma fortificação destinada à defesa deste ancoradouro contra os ataques de piratas e corsários, outrora frequentes nesta região do oceano Atlântico.

## História
Remonta a uma linha de trincheiras, aberta no contexto da crise de sucessão de 1580, entre 1579 e 1581, por determinação do então corregedor dos Açores, Ciprião de Figueiredo e Vasconcelos conforme o plano de defesa da ilha elaborado por Tommaso Benedetto.
O forte terá sido erguido em 1653, por iniciativa da Câmara Municipal de Angra do Heroísmo, como precaução contra um ataque de piratas que, na altura, ameaçaram os mares dos Açores com uma esquadra de 40 a 50 navios. Eventualmente terá pesado nessa decisão a vontade da Câmara em colaborar com o Governador das Armas na preparação da defesa da ilha para um esperado ataque espanhol ainda à época, no contexto da Guerra da Restauração.
No contexto da Guerra da Sucessão Espanhola (1702-1714) encontra-se referido como "O Forte de Nossa Senhora do Pillar." na relação "Fortificações nos Açores existentes em 1710".
Com a instalação da Capitania Geral dos Açores, o seu estado foi assim reportado:
"36º - Forte de Nossa Senhora do Pilar. Precisa de se lhe concertar  [sic] a porta; tem seis canhoneiras e precisa abrir-se-lhe mais duas. Tem quatro peças de ferro capazes e os seus reparos bons. Precisa duas peças para as duas canhoneiras que se hão-de abrir e para se guarnecer seis artilheiros e vinte e quatro auxiliares."
Encontra-se referido como "29. Forte das sinco Ribeiras citto na freg.ª de S. Barbora junto a N.ª S. do Pillar" no relatório "Revista aos fortes que defendem a costa da ilha Terceira", do Ajudante de Ordens Manoel Correa Branco (1776), que lhe aponta os reparos necessários:
"Carese este Forte a curtina reedificada da parte do Nascente, e o teto da sua caza composto, e todo o Forte hade mister pella parte esterior, raxado, goarnecido e rebocado."
Dele existe alçado e planta ("Forte das Cinco Ribeiras") na "Colecção de Plantas e Alçados de 32 Fortalezas dos Açores, por Joze Rodrigo d'Almeida em 1806".
A "Relação" do marechal de campo Barão de Bastos em 1862 informa que se encontrava incapaz desde longos anos.
O tombo de 1881 deu-o como abandonado e em ruínas, condição em que permanece até aos nossos dias.
Em 1938 foi aberto um processo de devolução do imóvel ao Ministério das Finanças, suspenso em 1941 no contexto da Segunda Guerra Mundial, quando foi guarnecido militarmente. O processo de devolução só se efetivou em 1965.
Atualmente encontra-se abandonado e em ruínas, em precário estado de conservação.
A partir de dezembro de 2011 passou a ser utilizado nas atividades de Geocaching.

## Características
Este forte localiza-se isolado numa zona costeira de altas arribas basálticas, cuja origem está relacionada com a erupção do vulcão da serra de Santa Bárbara. A altura a que se encontra, relativamente ao nível do mar, permitia-lhe um maior alcance dos tiros da artilharia.
Do tipo abaluartado, apresenta planta no formato poligonal orgânico, adaptada à rocha sobre a qual se ergue. Em aparelho de cantaria de pedra, ocupava uma área de 210 metros quadrados.
A muralha delimita uma plataforma de cantaria onde se encontrava uma peça montada, atirando à barbeta. Internamente erguia-se um paiol. Entre a plataforma e a muralha abria-se um fosso para a fuzilaria. Essa defesa era complementada por uma outra linha de trincheira, em alvenaria de pedra argamassada, que orlava a rocha para a esquerda do forte numa extensão de cerca de 150 metros.